# Francisque Ravony

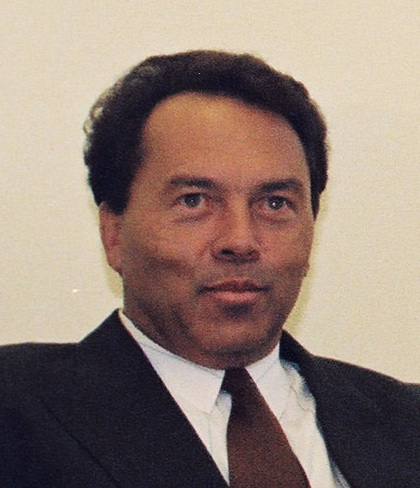
Francisque Ravony in 1994

Francisque Ravony (Vohipeno, 2 december 1942 – Soavinandriana, 15 februari 2003) was een Malagassisch rechter en politicus. Hij was een van de leidende politieke personen van Madagaskar in de late jaren 80 en de jaren 90. Hij was de eerste minister van Madagaskar (1993 - 1995) onder president Zafy.